# Старые Игити
Ста́рые И́гити (чув. Кивĕ Йĕкĕт) — деревня в Красноармейском районе Чувашской Республики.  

## География
Находится в северной части Чувашии, на расстоянии приблизительно 2 км на юг по прямой от районного центра села  Красноармейское.

## История
Известна с 1858 года как околоток деревни Третья Янмурзина (ныне в составе деревни Янгасы). В 1906 году было учтено 53 двора и 272 жителя, в 1926 – 71 двор, 338 жителей, в 1939 – 415 жителей, в 1979 – 295. В 2002 году был 80 дворов, в 2010 – 71 домохозяйство. В 1934 году был образован колхоз «Старые Игити», в 2010 году действовало ООО «Бахча» . Входила в состав Красноармейского сельского поселения до его упразднения в 2021 году.

## Население
Постоянное население составляло 191 человек (чуваши 100%) в 2002 году, 166 в 2010.